# Kasteel van Logne

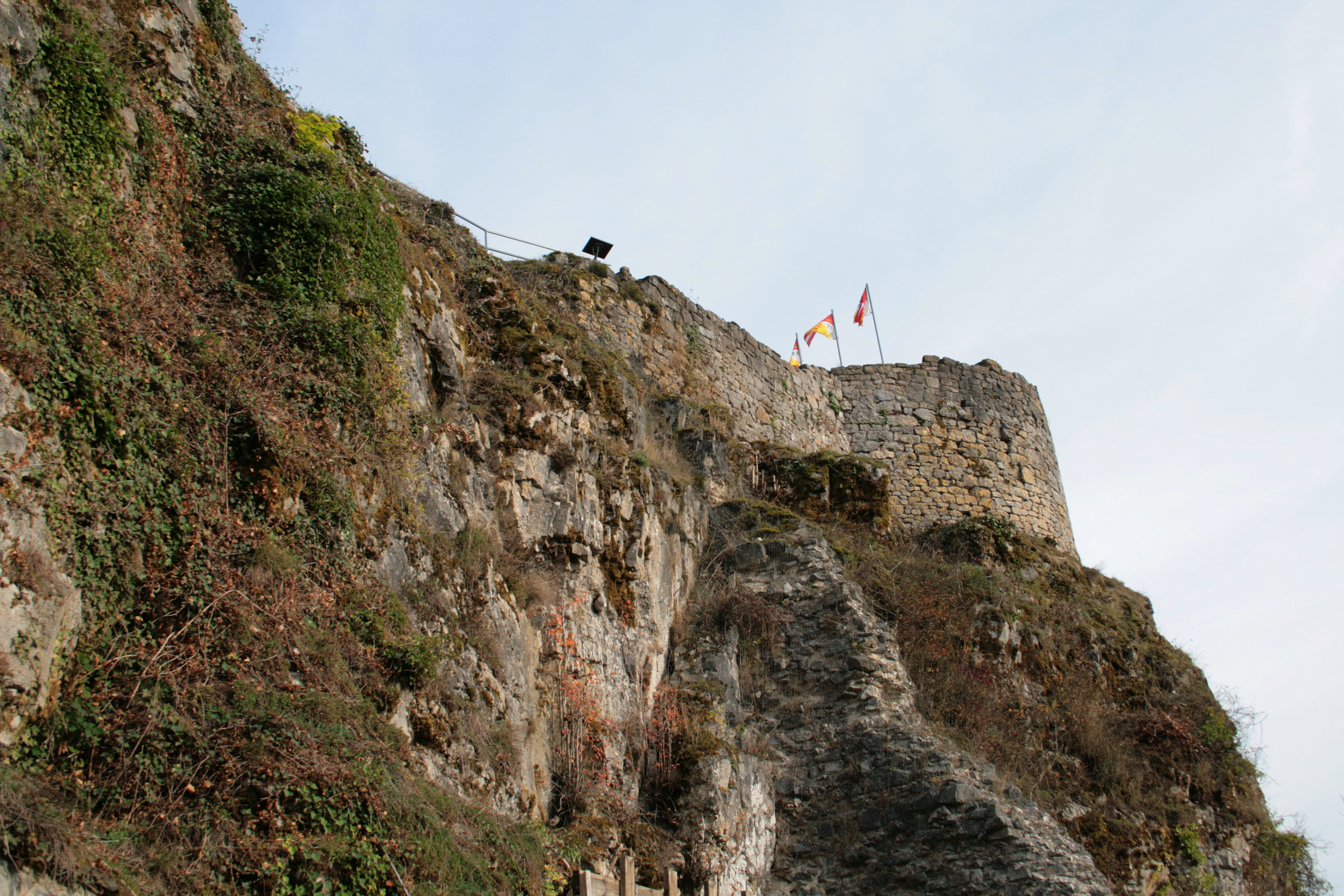
Het kasteel van beneden gezien

Het Kasteel van Logne is een voormalig kasteel, gelegen in gehucht Logne binnen het dorp Vieuxville (gemeente Ferrières). Het kasteel is gebouwd op een smalle rots van 60 meter hoog, tussen de rivier de Ourthe en Lembrée, die iets verder stroomafwaarts uitmondt in de Ourthe. Deze strategische plaats maakte dat het kasteel goed te verdedigen viel.

## Geschiedenis
De versterking in Logne wordt voor het eerst vermeld in 862. De naam, Kasteel van Logne, wordt voor het eerst vermeld in 1105. Onder leiding van abt Wibald van Stavelot wordt Logne een belangrijk verdedigingsvesting voor de westelijke grens van de Abdij van Stavelot van het Abdijvorstendom Stavelot-Malmedy.
In de 15e eeuw werd het kasteel verkocht aan de familie Van der Marck. Aan het begin van de 16e eeuw werd het kasteel omgebouwd en gemoderniseerd. Een paar jaar later, in 1521, werd het kasteel verwoest door de troepen van keizer Karel V. Sindsdien is het kasteel een ruïne.